# Pytlouš
Pytlouš je české jméno pro některé rody čeledi pytloušovitých. Pro většinu rodů této čeledi nemáme jedinečný český název, a proto je označujeme jako pytlouše (podobně jako u sesterské skupiny pytlonošů).
Čtyři rody pytloušů spolu s tarbíkomyšmi a tarbíkomyškami tvoří dohromady čeleď tarbíkovitých.

## Charakteristika
Pytlouši jsou myším podobní spíše drobnější hlodavci, kteří však nejsou s myšmi příbuzní. Vyskytují se v různých prostředích, od pouští po tropické deštné lesy. Jsou to noční tvorové, kteří se živí se různými zeleninou a především různými semeny, která přenášejí v lícních torbách. Jejich jídelníček zahrnuje i hmyz a jiné bezobratlé. Den přespávají v norách, které si vyhrabávají pod stromy, keři nebo spadlými kmeny.
Jsou rozšířeni v severní a střední Americe od jižní Kanady až po Panamu a zasahují i do severozápadní části Jižní Ameriky.

## Přehled rodů
Jako pytlouši se označuje celkem 4 ze 6 rodů čeledi pytloušovitých (Heteromyidae).
- podčeleď Heteromyinae – pytlouši štětinatí
  - Heteromys – pytlouš – 7 druhů rozdělených do 2 podrodů Heteromys a Xylomys. Žijí ve Střední Americe od Mexika po Panamu; v Jižní Americe zasahují do části Kolumbie, Ekvádoru a na Trinidad a Tobago.[2]
  - Liomys – pytlouš – 5 druhů vyskytujících se od jižního Texasu v USA přes Mexiko, Guatemalu, Kostariku až po Panamu.
- podčeleď Perognathinae – pytlouši myší
  - Chaetodipus – pytlouš – 7 druhů rozdělených do 2 podrodů Chaetodipus a Burtognathus. Žijí v centrální a západní oblasti USA a v Mexiku.
  - Perognathus – pytlouš – 9 druhů žijících od jižní Kanady přes centrální a západní oblasti USA po Mexiko.

## Stupeň ohrožení
Většina druhů těchto čtyř rodů není ohrožena a v červeném seznamu druhů jsou vyhodnoceny jako málo dotčený druh. Někteří pytlouši jsou však zařazeny mezi ohrožené druhy:
Téměř ohrožený druh:
- Chaetodipus goldmani ze severozápadního Mexika.[3]

Zranitelné druhy:
- Heteromys teleus ze západního Ekvádoru,[4]
- Chaetodipus dalquesti z Kalifornského poloostrova v Mexiku.[5]

Ohrožené druhy:
- pytlouš Nelsonův (Heteromys nelsoni) z Mexika a Guatemaly,[6]
- Heteromys oasicus z poloostrova Paraguana ve Venezuele,[7]
- Liomys spectabilis z Mexika,[8]
- pytlouš bělouchý (Perognathus alticolus) z Kalifornie v USA.[9]